# Гірнича промисловість Алжиру
Гірнича промисловість Алжиру — важлива частина промисловості і загалом економіки Алжиру.

## Загальна характеристика
А. має розвинену гірничу промисловість. Тут добувають нафту, природний газ, вугілля, залізну руду, фосфати, цинк, ртуть і інші рудні копалини. Найбільше промислове значення на межі ХХ-XXI ст. має видобуток нафти, залізняку, ртутних і цинкових руд, фосфоритів, бентоніту, мармуру, солей і баритів, золота. В А. один із найвищих серед країн Африки ВВП, який створюється г.ч. за рахунок нафти і природного газу. Головні гірничодобувні підприємства Алжиру включають золотодобувну копальню Moz Tirek Amesmessa (3 млн т); фосфатний рудник Djebel Onk (2400 млн т); залізорудну копальню Quenza і Bou Khrada (5000 млн т). Інші важливі корисні копалини, що добуваються в Алжирі, — свинець, цинк і фосфати.
Основні гірничодобувні підприємства Алжиру (річний обсяг виробництва, тис. т, 2000): компанія «Ферфос»: «Джебель-Онк» (Фосфорити, 1400), «Уенза» (зал. руда, 2500), «Бу-Хадра» (зал. руда, 800), «Бенісаф» (пуцолани, 80); компанія «Еноф»: «Азааба» (ртуть, 0,8), «Ель-Абед» (свинець, 4), «Айн-Мімун» та «Бу-Кайд» (барит, по 30), «Сіга» (барит, 6), «Мостаганема» та «Магнія» (бентоніт, по 17), «Деббаг» та «Тамазерт» (каолін, 5 і 15), Айн-Барбар" (польовий шпат, 10), «Джебель-Тюат» (доломіт, 5), «Джебель-Густар», «Уед-ель-Федда», «Арзею», «Адрар-Уфармос», «Кеддара», «Гедир», «Тімзирт», (всі — буд. м-ли, відповідно 200, 250, 400, 250, 300, 300, 50 м3), компанія «Енасель»: «Ель-Утая», «Бетюа», «Сіді-Бузіян», «Гергур», «Ель-Мегайр» (всі — сіль, 50, 85, 45, 16, 50), компанія «Ель-Мегайр»: «Сх. Марбл», «Зах. Марбл», «Міліана», «Ель-Карімма», «Хонайн», «Мекла» (всі — мармур, 560, 200, 100, 60, 56, 56 тис. м³).
Головною організацією, що на початку XXI ст. визначає стратегію освоєння родовищ і технічну політику в гірничій промисловості Алжиру, є державний гірничий холдинг (Holding Public Mines), який через сім своїх компаній-філій керує роботою 32 рудників, 26 кар'єрів і 2 гірничо-хімічних комбінатів. Річний оборот холдингу становить бл. 250 млн дол. США, з яких 36 % — виручка від експорту. У системі холдингу працюють 12 000 чол. Крім того, в гірничому секторі країни діють близько 400 відносно невеликих державних і приватних підприємств, що видобувають г.ч. мармур, пісок і глину, гіпс, солі тощо Ухвалені нові закони про гірничу діяльність і кодекс про інвестиції, які більш ефективно стимулюють залучення іноземного капіталу в проєкти розвідки і розробки родовищ к.к. Однією з перспективних форм участі іноземного капіталу є створення спільних підприємств. Алжир — перспективна країна для створення потужних сучасних гірничих підприємств з високоефективним виробництвом.

## Природний газ і нафта
Основні родовища природного газу, які розробляють, зосереджені в районі Хассі-Рмель, а головні нафтові родовища знаходяться в Хассі-Месауд, Еджеле, Хассі-Рмель, на півдні від Хассі-Месауда і в долині Іллізі. Видобуту нафту переробляють на 5-и заводах поблизу Скікда (Skikda), Арзев (Arzew) і Аннаба (Annaba).
Здійснюється проєкт газопроводу Алжир-Іспанія (MEDGAZ), який був внесений у список пріоритетних програм ЄС.
Початок розробки чотирьох родовищ жирного газу групи Ін-Аменас в Південному Алжирі планується компанією ВР на 2005—2006 рр. Передбачуваний рівень видобутку — 9 млрд м³ на рік. Запаси визначаються в 119 млрд м³ газу і 200 млн бар. рідких вуглеводнів [Petroleum Economist. 2002. V.69, № 12]. В рамках газового проєкту Ін-Аменас передбачено пробурити 80 свердловин, прокласти 100-км трубопровід і побудувати газопереробний завод потужністю 19.8 млн куб.м/добу. Перший газ повинен надійти 2005 року. Перша фаза проєкту передбачає розробку газового родовища Тігентурін, розташованого за 40 км на півд.-захід від м. Ін-Амененас. Газ, конденсат і зріджений нафтовий газ трубопроводами будуть передаватися на відстань 100 км у трубопровідну мережу в Оханет [Oil and Gas Journal. 2002. V.100, № 46].
На початку 2003 почато видобуток на нафтовому родовищі Уруд (Ourhoud). Родовище розташоване на півн.-сході Алжиру в басейні Гадамес за 250 км від родовища Хассі-Мессауд. Розробку ведуть алжирська компанія Sonatrach (51 %), іспанська Cepsa, американська Anadarko Petroleum і Burlington Resources Inc. Початковий видобуток — 230 тис. бар./добу. Очікується, що видобуток нафти в країні досягне 1.3 млн бар./добу проти 1.1 млн бар./добу до введення родовища Уруд в експлуатацію [Oil and Gas Journal. 2003. V.101].
Нафтопроводом нафта надходить у порти Беджаія і Сехіра (Туніс), а природний газ газопроводом з Хассі-Месауда — в Мостаганем, Оран і Алжир. Розвідка, видобуток і розподіл нафтогазопродуктів в кінці XX ст. знаходяться під контролем держави.
У період 1966—1968 здійснення всіх операцій, пов'язаних з продажем нафти, взяла на себе державна компанія СОНАТРАК. У 1967 уряд націоналізув всі нафтові компанії, крім французьких, а в 1971 придбав 51 % акцій компаній, що належали французькому капіталу. Однак в 1980-і роки нафтові запаси Алжиру стали меншати, і СОНАТРАК приступила до залучення іноземних компаній, готових інвестувати кошти в нафторозвідку.
У 1991 прийнято закон, що гарантує іноземним компаніям право на видобуток до 49 % запасів нафти і газу. У 1995 обсяг видобутку сирої нафти становив 36,8 млн т, а видобуток газу досяг 60,6 млрд м³. Алжир постачає велику кількість зрідженого газу країнам Західної Європи і США. У 1990 з 12,7 млрд дол. США — загальної суми експорту Алжиру — 12,3 млрд, тобто 97 %, були отримані від вивозу нафти, газу і нафтопродуктів. У 1995 надходження від експорту нафти і газу склали біля половини національного бюджету.

## Вугілля
У районі Бешара і Ксіксу видобувають бітумне вугілля.

## Залізна руда
Історія гірничої промисловості Алжиру почалася в 1856 р., коли тут розпочали масовий видобуток залізняку. Ця галузь гірничого виробництва і в сучасних умовах разом з гірничо-хімічною займає в країні провідне положення і має найбільш підготовлену мінерально-сировинну базу. На межі ХХ-XXI ст. видобуток залізняку зосереджений в декількох районах, насамперед Уензе, Бені-Сафе і Заккаре на півн.-сході країни.

## Ртуть
Забезпеченість загальними запасами ртуті максимального рівня її виробництва, досягнутого в 1995—1997 рр., з урахуванням 5%-них втрат при металургійному переділі складає в Алжирі 53 роки.

## Фосфорити
Велике економічне значення для країни має видобуток фосфоритових руд, які у 1990-х рр. складали значну частку в експорті продукції гірничого виробництва. На базі найбільшого родов. фосфоритів Джебель-Онк створений виробничий комплекс з видобутку і переробки фосфоритів продуктивністю 400 тис. т/рік. Пологий поклад (5-6°) потужністю до 1 м розробляють відкритим способом.

## Поліметали
Головним об'єктом видобутку свинцево-цинкових руд до 1990-х рр. був рудник «Керзет-Юсеф» з продуктивністю за металом 13 тис. т/рік; після його закриття основним джерелом свинцю і цинку став рудник «Абед». Продуктивність цього рудника за цинком близько 15 тис. т/рік.

## Барит
Загальний обсяг виробництва бариту в країні в кінці XX ст. становить 50 тис. т на рік. Основні постачальники — родовища Айн-Мімун (Хеншла) і Бу-Кайд (Тіссемсилет). Крім того, виявлені жильні родовища Мізаб із загальними запасами 2,15 млн т і вмістом BaSO4 90 %.

## Каолін
Каолін, що йде в фарфорово-керамічну, фармацевтичну, паперову і хімічну промисловість, добувається підприємствами «Деббаг» (Гельма) і «Тамазерт» (Джіджель).

## Мармур
Видобуток мармуру і виробництво виробів з нього забезпечуються комплексами «Сіга», «Скікда» і «Міліана». Обсяг виробництва становить близько 43 тис. м3 необроблених блоків, 540 тис. м² панелей і підлогової плитки і 365 тис. т мармурової крихти. Враховуючи важливість запасів мармуру, і з метою збільшення виробництва, в тому числі для експорту, почалася реалізація проєктів «Гельма» (продуктивність 100 тис. м²/рік), «Шлеф» (100 тис. м²/рік), «Айн-Смара» (120 тис. м²/рік), «Айн-Тимушент» (100 тис. м²/рік).

## Золото
На початку XXI ст. увага концентрується на розвитку золотовмісних родов. Тайрек (Tirek) і Емессмесса (Amessmessa) біля кордону з Малі на півд. заході Алжиру. Ресурси родов. Amessmessa оцінені в 70 т золота, вміст Au 14 г/т. Урядом планується збільшити видобуток золота на родов. до 2004 р шляхом залучення інвесторів. Ресурси родов. Tirek 20 т, вміст Au 17 г/т. Власник рудника — компанія ENOR. Видобуток ведеться відкритим способом.
Проєкт Tiririne-Harane передбачає розробку золотовмісних родов. біля кордону Нігера. Ресурси оцінюються в 8.2 т золота, вміст Au 17.0 г/т. За 300 км на південний захід від Tiririne розташоване золотоносне поле Abegui, ресурси якого бл. 4 т, вміст Au 6.02 г/т.
Крім традиційних досліджуються і нові технології для збагачення золотоносних руд Алжиру

## Підготовка кадрів
Геол. дослідження проводяться в Інституті нафти (центри — в мм. Алжир, Хассі-Месауд і Оран). Підготовка кадрів здійснюється в університеті (м. Алжир), Африканському центрі вуглеводнів і текстильної пром-сти (м. Бумердес), Політехн. школі (м. Харраш) і Техн. рудній школі (м. Міліана). Осн. публікації з гірничої справи і геології вміщують в журналах: «Bulletin du Service de la Carte Géologique de l'Algérie» (виходить з 1902); «Bulletin économique et juridique Alger» (з 1937).